# Bitwa nad rzeką Lech (955)

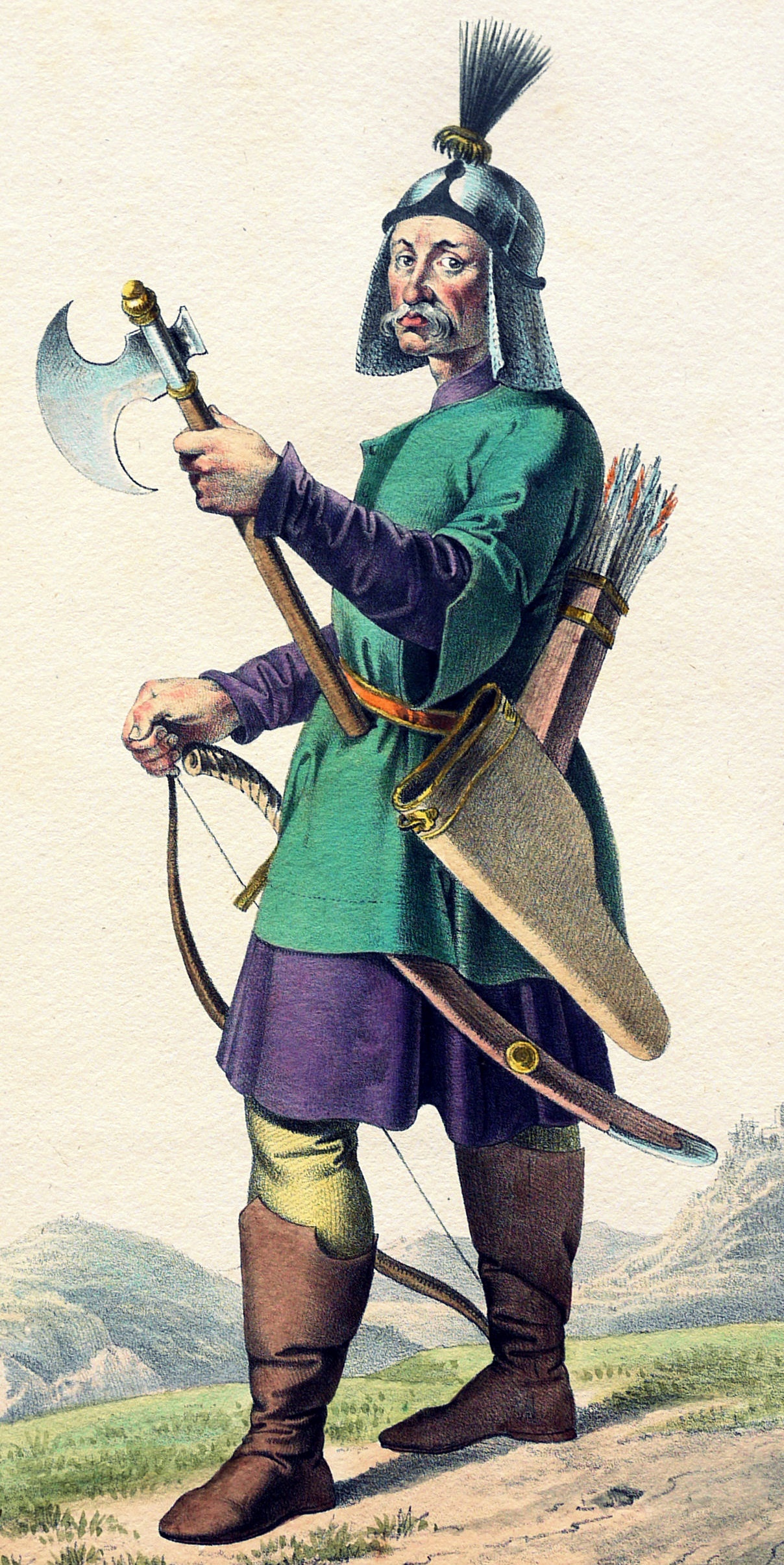
Madziarski wojewoda Bulcsú

Bitwa na Lechowym Polu (niem. Lechfeld) lub nad rzeką Lech – bitwa stoczona w dniach 10–12 sierpnia 955 roku nad rzeką Lech między Augsburgiem i Landsberg am Lech, pomiędzy rycerstwem niemieckim pod wodzą króla niemieckiego Ottona I (posiłkowanym przez Czechów) a wojskami Węgrów (Madziarów). Jedna z najważniejszych bitew w dziejach Europy.

## Wprowadzenie
Po usadowieniu się na obszarze Kotliny Karpackiej w 895 r., Węgrzy w ciągu pierwszej połowy X wieku regularnie najeżdżali Europę Zachodnią, docierając ze swymi łupieżczymi najazdami na terytorium Niemiec, północnych Włoch (Lombardii), a nawet do Hiszpanii i Normandii. Ze szczególną intensywnością najeżdżali tereny Bawarii. Władcy europejscy przez długi czas byli całkowicie bezradni wobec tych powtarzających się napaści. Jedynie w 933 r. w bitwie nad Unstrutą udało się Henrykowi I pokonać Węgrów, ale dopiero bitwa nad rzeką Lech zakończyła pięćdziesięcioletni okres węgierskich inwazji.

## Działania poprzedzające
W pierwszych dniach lipca 955 roku armia węgierska przekroczyła rzekę Anizę, rozpoczynając kampanię wojenną na terenie Bawarii. Posuwając się w kierunku zachodnim, pod koniec lipca Madziarzy pod wodzą Bulcsú, Lehela i Súra sforsowali rzekę Lech, tym samym rozszerzając zasięg najazdu dodatkowo na Szwabię. Z początkiem sierpnia plądrujące Bawarię i Szwabię zagony ich jazdy zaczęły gromadzić się pod miastem Augsburg nad rzeką Lech. Po koncentracji wszystkich sił Węgrzy oblegli Augsburg i w dniach 8–9 sierpnia prowadzili nieustanne szturmy na miasto, którego obroną kierował biskup Ulryk. Na wieść o zbliżaniu się Niemców od zachodu, szlakiem z Ulm, Węgrzy odstąpili wieczorem 9 sierpnia od oblężenia i skierowali wszystkie siły przeciw nadchodzącym wojskom Ottona I.

## Bitwa
Do spotkania obu armii doszło wczesnym rankiem 10 sierpnia na południowy zachód od Augsburga, na obszarze pomiędzy rzeką Lech i szerokim na 7 km kompleksem leśnym zwanym Rauher Forst. Bitwę zapoczątkowały oddziały madziarskie, zaatakowawszy na zachodnich obrzeżach Rauher Forst tylną kolumnę Niemców, złożoną z taborów i czeskich posiłków. Początkowo Węgrzy odnieśli sukces, rozgramiając kolejno Czechów, dwa oddziały szwabskie i grabiąc tabory. Ostatecznie starcie zakończył zwycięsko dla Niemców kontratak konnicy frankijskiej, dowodzonej przez księcia Konrada Czerwonego. Po powrocie Franków oraz resztek oddziałów czeskich i szwabskich na wschodnią stronę lasu i połączeniu z resztą sił, Otton rzucił całe wojsko do ataku na zgromadzoną naprzeciwko armię węgierską. W trakcie bitwy walczące wojska przetoczyły się od lasu do rzeki Lech. Bitwa przeciągnęła się do późnego południa i zakończyła zwycięstwem Niemców.
Przez dwa następne dni, do 12 sierpnia, niedobitki Madziarów usiłowały opuścić Bawarię, lecz zostały ostatecznie rozgromione w wielu pomniejszych utarczkach. Podczas odwrotu zginęły tysiące Węgrów, wielu zaś potopiło się w rzece. Rycerze niemieccy zabili setki jeńców. Padło też kilkuset rycerzy Ottona, spośród dostojników zginął m.in. książę Konrad Czerwony. Dowodzący wojskami węgierskimi książę Lehel (Lél) i wojewoda (węg. harka) Bulcsú wpadli w ręce zwycięzców i zostali publicznie powieszeni.
Zwycięstwo Ottona doprowadziło do całkowitego zaprzestania łupieżczych najazdów węgierskich na obszary Europy Zachodniej.